# How Could Hell Be Any Worse?
How Could Hell Be Any Worse? es el álbum debut de Bad Religion, y que vio la luz en 1982, bajo su propio sello: Epitaph.
Fue financiado con un préstamo de 3000 dólares que el padre de Brett Gurewitz les concedió. Su éxito les sorprendió, incluso a la misma banda, que vendió 10 000 copias en menos de un año. El sonido de la grabación ha mejorado a lo largo de los años, desde 1982. El disco vio la luz originalmente en LP, salió en CD como parte del recopilatorio de 1991, y fue remasterizado en 2004.
Mientras bandas como Sex Pistols, The Clash o Buzzcocks conformaban la cabeza visible en los inicios del punk en Gran Bretaña, bandas como The Ramones, Black Flag, Dead Kennedys y más tarde, Bad Religion contribuyeron a expandir en el continente americano un movimiento que trascendía lo estrictamente musical y que influiría en el comportamiento y estilo de vida de cientos de miles de jóvenes en todo el mundo. 
Bad Religion, formados en California en plena ebullición del punk en esa zona, se caracterizaron desde sus inicios por su fuerte carácter independiente. 
Así, el grupo bajo el lema de "Hazlo tú mismo" crearon su propio sello (Epitaph, que con el tiempo se convertiría en el sello punk de referencia en todo el mundo) y editaron su primer disco, How Could Be Any Worse (Epitaph, 1981), con el que lograron darse a conocer, dando infinidad de conciertos y convirtiéndose en lanzadera del punk californiano junto a otras bandas de la escena como Social Distortion, Black Flag o Circle Jerks. 
En How could be... ya dejaban la impronta de grupo con enorme potencial, con un disco de punk juvenil (sus componentes ni siquiera sobrepasaban los 20 años) que ya esbozaba los rasgos que les reportaría una carrera más prolifera y exitosa que la mayoría de sus compañeros de generación: la personal voz de Greg Graffin, sus inteligentes letras y el gusto por la melodía, aspecto este último que los diferenciaba de formaciones más "hardcore" como Black Flag o Circle Jerks. Más de tres décadas después, Bad Religion siguen tocando temas como Fuck Armagedon...This is Hell o We're only gonna die, auténticos clásicos del punk que siguen sonando frescos y actuales.

## Listado de canciones
| N.º   | Título                            | Escritor(es) | Duración |  |
| 1.    | «We're Only Gonna Die»            | Graffin      | 2:12     |  |
| 2.    | «Latch Key Kids»                  | Graffin      | 1:38     |  |
| 3.    | «Part III»                        | Bentley      | 1:48     |  |
| 4.    | «Faith In God»                    | Graffin      | 1:50     |  |
| 5.    | «Fuck Armageddon... This Is Hell» | Graffin      | 2:48     |  |
| 6.    | «Pity»                            | Graffin      | 2:00     |  |
| 7.    | «In The Night»                    | Gurewitz     | 3:25     |  |
| 8.    | «Damned To Be Free»               | Graffin      | 2:12     |  |
| 9.    | «White Trash (2nd Generation)»    | Gurewitz     | 2:21     |  |
| 10.   | «American Dream»                  | Gurewitz     | 1:41     |  |
| 11.   | «Eat Your Dog»                    | Graffin      | 1:04     |  |
| 12.   | «Voice Of God Is Government»      | Bentley      | 2:54     |  |
| 13.   | «Oligarchy»                       | Gurewitz     | 1:01     |  |
| 14.   | «Doing Time»                      | Gurewitz     | 3:00     |  |
| 29:54 |                                   |              |          |  |

| 2004 Remaster |                    |                       |          |  |
| N.º           | Título             | Originally appears on | Duración |  |
| 15.           | «Bad Religion»     | Bad Religion          | 1:49     |  |
| 16.           | «Politics»         | Bad Religion          | 1:21     |  |
| 17.           | «Sensory Overload» | Bad Religion          | 1:31     |  |
| 18.           | «Slaves»           | Bad Religion          | 1:20     |  |
| 19.           | «Drastic Actions»  | Bad Religion          | 2:36     |  |
| 20.           | «World War III»    | Bad Religion          | 0:54     |  |
| 21.           | «Yesterday»        | Back To The Known     | 2:39     |  |
| 22.           | «Frogger»          | Back To The Known     | 1:19     |  |
| 23.           | «Bad Religion»     | Back To The Known     | 2:10     |  |
| 24.           | «Along The Way»    | Back To The Known     | 1:36     |  |
| 25.           | «New Leaf»         | Back To The Known     | 2:53     |  |
| 26.           | «Bad Religion»     | Public Service        | 1:48     |  |
| 27.           | «Slaves»           | Public Service        | 1:07     |  |
| 28.           | «Drastic Actions»  | Public Service        | 2:31     |  |
| 55:28         |                    |                       |          |  |

## Créditos
- Greg Graffin - vocalista
- Brett Gurewitz - guitarra
- Jay Bentley - bajo
- Pete Finestone - batería en las canciones 1, 3, 4, 6, 7 y 13
- Jay Ziskrout - batería en las canciones 2, 5, 8, 9, 10, 11, 12 y 14
- Greg Hetson - Solo de guitarra en Part III

- Datos: Q1049214